# Shinshinotsu, Hokkaidō
Shinshinotsu (新篠津村 Shinshinotsu-mura) là làng thuộc huyện Ishikari, phó tỉnh Ishikari, Hokkaidō, Nhật Bản. Tính đến ngày 1 tháng 10 năm 2020, dân số ước tính của làng là 3.044 người và mật độ dân số là 39 người/km2. Tổng diện tích của làng là 78,04 km2.

## Địa lý

### Đô thị lân cận
- Ishikari
  - Ebetsu
  - Tōbetsu
- Sorachi
  - Iwamizawa
  - Tsukigata

### Khí hậu
| Dữ liệu khí hậu của Shinshinotsu, Hokkaidō | Dữ liệu khí hậu của Shinshinotsu, Hokkaidō | Dữ liệu khí hậu của Shinshinotsu, Hokkaidō | Dữ liệu khí hậu của Shinshinotsu, Hokkaidō | Dữ liệu khí hậu của Shinshinotsu, Hokkaidō | Dữ liệu khí hậu của Shinshinotsu, Hokkaidō | Dữ liệu khí hậu của Shinshinotsu, Hokkaidō | Dữ liệu khí hậu của Shinshinotsu, Hokkaidō | Dữ liệu khí hậu của Shinshinotsu, Hokkaidō | Dữ liệu khí hậu của Shinshinotsu, Hokkaidō | Dữ liệu khí hậu của Shinshinotsu, Hokkaidō | Dữ liệu khí hậu của Shinshinotsu, Hokkaidō | Dữ liệu khí hậu của Shinshinotsu, Hokkaidō | Dữ liệu khí hậu của Shinshinotsu, Hokkaidō |
| Tháng                                      | 1                                          | 2                                          | 3                                          | 4                                          | 5                                          | 6                                          | 7                                          | 8                                          | 9                                          | 10                                         | 11                                         | 12                                         | Năm                                        |
| ------------------------------------------ | ------------------------------------------ | ------------------------------------------ | ------------------------------------------ | ------------------------------------------ | ------------------------------------------ | ------------------------------------------ | ------------------------------------------ | ------------------------------------------ | ------------------------------------------ | ------------------------------------------ | ------------------------------------------ | ------------------------------------------ | ------------------------------------------ |
| Cao kỉ lục °C (°F)                         | 6.7 (44.1)                                 | 6.3 (43.3)                                 | 14.2 (57.6)                                | 24.0 (75.2)                                | 32.1 (89.8)                                | 32.2 (90.0)                                | 35.1 (95.2)                                | 35.5 (95.9)                                | 32.4 (90.3)                                | 24.4 (75.9)                                | 19.6 (67.3)                                | 13.8 (56.8)                                | 35.5 (95.9)                                |
| Trung bình ngày tối đa °C (°F)             | −2.3 (27.9)                                | −1.2 (29.8)                                | 2.8 (37.0)                                 | 10.3 (50.5)                                | 17.0 (62.6)                                | 21.0 (69.8)                                | 24.6 (76.3)                                | 25.7 (78.3)                                | 22.2 (72.0)                                | 15.5 (59.9)                                | 7.4 (45.3)                                 | 0.1 (32.2)                                 | 11.9 (53.5)                                |
| Trung bình ngày °C (°F)                    | −6.1 (21.0)                                | −5.4 (22.3)                                | −1.2 (29.8)                                | 5.4 (41.7)                                 | 11.5 (52.7)                                | 15.8 (60.4)                                | 19.7 (67.5)                                | 20.8 (69.4)                                | 16.9 (62.4)                                | 10.4 (50.7)                                | 3.4 (38.1)                                 | −3.3 (26.1)                                | 7.3 (45.2)                                 |
| Tối thiểu trung bình ngày °C (°F)          | −11.3 (11.7)                               | −10.9 (12.4)                               | −5.9 (21.4)                                | 0.7 (33.3)                                 | 6.7 (44.1)                                 | 11.9 (53.4)                                | 16.2 (61.2)                                | 17.1 (62.8)                                | 12.3 (54.1)                                | 5.5 (41.9)                                 | −0.5 (31.1)                                | −7.6 (18.3)                                | 2.8 (37.1)                                 |
| Thấp kỉ lục °C (°F)                        | −26.1 (−15.0)                              | −27.0 (−16.6)                              | −21.9 (−7.4)                               | −11.6 (11.1)                               | −1.0 (30.2)                                | 3.2 (37.8)                                 | 8.0 (46.4)                                 | 9.0 (48.2)                                 | 2.5 (36.5)                                 | −2.8 (27.0)                                | −14.9 (5.2)                                | −26.0 (−14.8)                              | −27.0 (−16.6)                              |
| Lượng Giáng thủy trung bình mm (inches)    | 107.0 (4.21)                               | 76.7 (3.02)                                | 49.7 (1.96)                                | 45.4 (1.79)                                | 73.2 (2.88)                                | 65.1 (2.56)                                | 109.8 (4.32)                               | 143.4 (5.65)                               | 131.1 (5.16)                               | 106.4 (4.19)                               | 111.6 (4.39)                               | 128.3 (5.05)                               | 1.147,6 (45.18)                            |
| Lượng tuyết rơi trung bình cm (inches)     | 236 (93)                                   | 177 (70)                                   | 109 (43)                                   | 14 (5.5)                                   | 0 (0)                                      | 0 (0)                                      | 0 (0)                                      | 0 (0)                                      | 0 (0)                                      | 0 (0)                                      | 71 (28)                                    | 231 (91)                                   | 820 (323)                                  |
| Số ngày mưa trung bình                     | 19.4                                       | 16.4                                       | 13.1                                       | 9.9                                        | 10.0                                       | 8.8                                        | 9.6                                        | 10.3                                       | 11.2                                       | 14.5                                       | 17.9                                       | 21.4                                       | 162.5                                      |
| Số ngày tuyết rơi trung bình               | 21.4                                       | 18.3                                       | 14.4                                       | 2.1                                        | 0                                          | 0                                          | 0                                          | 0                                          | 0                                          | 0.1                                        | 6.7                                        | 19.6                                       | 82.6                                       |
| Số giờ nắng trung bình tháng               | 59.2                                       | 83.2                                       | 137.5                                      | 178.9                                      | 196.8                                      | 177.1                                      | 157.9                                      | 161.4                                      | 166.3                                      | 135.3                                      | 78.3                                       | 46.9                                       | 1.578,6                                    |
| Nguồn 1: Cục Khí tượng Nhật Bản            |                                            |                                            |                                            |                                            |                                            |                                            |                                            |                                            |                                            |                                            |                                            |                                            |                                            |
| Nguồn 2: Cục Khí tượng Nhật Bản            |                                            |                                            |                                            |                                            |                                            |                                            |                                            |                                            |                                            |                                            |                                            |                                            |                                            |